# Ель-Гальпон
Ель-Гальпо́н (ісп. El Galpón) — місто у департаменті Метан провінції Сальта у північній частині в Аргентині, за 1200 км на північний захід від столиці Буенос-Айреса.

## Історія
Перша назва місцевості Лос-Гальпонес (ісп. Los Galpones) була дана завдяки існуванню складів, які служили для збору продукції в цьому районі, що пізніше продавалася в Парагваї. Згодом тут почали селитись люди, а поселення почало називатись Ель-Гальпон в однині. 1864 року у поселенні було збудовано церкву на честь святого Франциска Солано, який вважається місцевим покровителем.

## Географія
Місто розташоване на рівнині над долиною Метан, між пологими пагорбами та гірськими вершинами, такими як Дівісадеро, Куру-Куру та Сьєррас-Колорадас.

## Населення
За переписом 2022 року у місті проживало 7275 людини. Населення у попередні роки:
- 2010 рік — 5675 особи
- 2001 рік — 5142 особи
- 1991 рік — 3836 особи

## Клімат
Клімат міста вологий субтропічний. Середньорічна температура становить 20 °C. Найтеплішим місяцем є грудень із середньою температурою 24 °C, а найхолоднішим — липень із 14 °C. Середньорічна кількість опадів становить 1288 міліметрів. Опади розподілені нерівномірно впродовж року: зими посушливі, більшість дощів припадає на теплу пору року. Найбільш вологим місяцем є лютий, в середньому 232 мм опадів, а найпосушливішим — серпень, коли випадає 1 мм опадів.
| Клімат м. Ель-Гальпон                                                                  | Клімат м. Ель-Гальпон | Клімат м. Ель-Гальпон | Клімат м. Ель-Гальпон | Клімат м. Ель-Гальпон | Клімат м. Ель-Гальпон | Клімат м. Ель-Гальпон | Клімат м. Ель-Гальпон | Клімат м. Ель-Гальпон | Клімат м. Ель-Гальпон | Клімат м. Ель-Гальпон | Клімат м. Ель-Гальпон | Клімат м. Ель-Гальпон | Клімат м. Ель-Гальпон |
| Показник                                                                               | Січ.                  | Лют.                  | Бер.                  | Квіт.                 | Трав.                 | Черв.                 | Лип.                  | Серп.                 | Вер.                  | Жовт.                 | Лист.                 | Груд.                 |                       |
| Середній максимум, °C                                                                  | 29,1                  | 28,1                  | 25,8                  | 23,3                  | 20,6                  | 19,5                  | 19,7                  | 23,2                  | 26                    | 28,2                  | 28,9                  | 29                    |                       |
| Середня температура, °C                                                                | 24,4                  | 23,6                  | 21,8                  | 19,2                  | 16                    | 13,8                  | 13,2                  | 15,9                  | 19                    | 21,9                  | 23,2                  | 24                    |                       |
| Середній мінімум, °C                                                                   | 20,1                  | 19,7                  | 18,4                  | 15,7                  | 12                    | 9                     | 7,5                   | 9,4                   | 12,5                  | 16,4                  | 18                    | 19,5                  |                       |
| Норма опадів, мм                                                                       | 217                   | 181                   | 192                   | 119                   | 71                    | 40                    | 25                    | 21                    | 31                    | 82                    | 119                   | 190                   |                       |
| Днів з опадами                                                                         | 12                    | 12                    | 13                    | 10                    | 9                     | 6                     | 4                     | 3                     | 4                     | 8                     | 9                     | 11                    |                       |
| Вологість повітря, %                                                                   | 71                    | 75                    | 79                    | 78                    | 75                    | 74                    | 64                    | 54                    | 46                    | 54                    | 57                    | 67                    |                       |
| -------------------------------------------------------------------------------------- | --------------------- | --------------------- | --------------------- | --------------------- | --------------------- | --------------------- | --------------------- | --------------------- | --------------------- | --------------------- | --------------------- | --------------------- | --------------------- |
| Джерело: https://es.climate-data.org/america-del-sur/argentina/salta/el-galpon-145715/ |                       |                       |                       |                       |                       |                       |                       |                       |                       |                       |                       |                       |                       |

## Економіка
Основою економіки місцевості є сільське господарство. Тут вирощують квасолю, кукурудзу, сою та займаються розведенням великої рогатої худоби.

## Сейсмічність
Сейсмічність у Сальті є частою, проте з низькою інтенсивністю. Середні та сильні землетруси в регіоні трапляються з періодичністю раз на 40 років.
17 жовтня 2015 року за 18 км від міста Ель-Гапон стався землетрус з магнітудою 5,9 за шкалою Ріхтера. Загинула жінка 94 років, десятки людей отримали поранення. У місті було зруйновано понад 20 будинків, десятки отримали пошкодження.

## Свята
- 24 липня відзначається день місцевого покровителя Святого Франциска Солано.
- 16 травня — річниця створення муніципалітету.

## Відомі уродженці
- Едуардо Фалу[en] — композитор
- Абель Моніко Саравії — письменник
- Фернандо Фігероа — політик